# Swiss Central Basket
Lo Swiss Central Basket è la principale società di pallacanestro maschile di Lucerna, nel Canton Lucerna.
I suoi colori sociali sono il rosso e il bianco, e disputa le partite casalinghe presso il Wartegg 3 Fach Turnhalle, che ha una capienza di circa 420 posti a sedere.

## Storia
Alla prima stagione in LNBA chiude al nono posto con un record 4-23.

## Palmarès
- Secondo classificato LNB - 2009
- Semifinali LNB - 2011, 2013

## Roster 2022-2023
| Swiss Central Basket 2022-23 | Swiss Central Basket 2022-23 |
| Giocatori                    | Staff tecnico                |
| ---------------------------- | ---------------------------- |

| N. | Naz.                                    | Ruolo | Nome                                     | Anno | Alt.   | Peso |  |
| -- | --------------------------------------- | ----- | ---------------------------------------- | ---- | ------ | ---- |  |
| 2  | Stati Uniti (bandiera)                  | GA    | Trevion Lamar                            | 1999 | 196 cm |      |  |
| 3  | Svizzera (bandiera) · Grecia (bandiera) | PG    | Christos Birboutsakis                    | 2003 | 190 cm |      |  |
| 4  | Svizzera (bandiera) · Serbia (bandiera) | P     | Branislav Kostić fino al 28 ottobre 2022 | 1994 | 180 cm |      |  |
| 6  | Svizzera (bandiera) · Serbia (bandiera) | A     | Mihajlo Mitrović                         | 2002 | 200 cm |      |  |
| 10 | Svizzera (bandiera)                     | GA    | Daniel Karacsony                         | 2004 | 193 cm |      |  |
| 11 | Svizzera (bandiera) · Ruanda (bandiera) | AG    | Dylan Schommer                           | 1997 | 204 cm |      |  |
| 13 | Svizzera (bandiera)                     | AC    | Haris Jusović                            | 2002 | 204 cm |      |  |
| 23 | Svizzera (bandiera)                     | GA    | Jean-Paul Domingos                       | 2004 | 190 cm |      |  |
| 24 | Svizzera (bandiera)                     | PG    | Joël Fuchs                               | 1989 | 189 cm |      |  |
| 25 | Svizzera (bandiera)                     | PG    | Magnus Obim                              | 2001 | 193 cm |      |  |
| 30 | Belgio (bandiera)                       | C     | Stan Leemans (C)                         | 1992 | 203 cm |      |  |
| 33 | Svizzera (bandiera)                     | G     | Marco Lehmann                            | 1993 | 187 cm |      |  |
| 34 | Svizzera (bandiera)                     | GA    | Luc Schärer                              | 2000 | 193 cm |      |  |
| 35 | Stati Uniti (bandiera)                  | C     | Julian Roche                             | 1997 | 209 cm |      |  |

| Allenatore |
| - Orlando Bär fino all'8 febbraio 2023 - Rajko Krivokapić dall'8 febbraio 2023                                                                       |
| Assistente/i |
| - Rajko Krivokapić fino all'8 febbraio 2023 - Zoran Popović - Branko Tomić dall'8 febbraio 2023 Legenda - (C) Capitano - (IN) Inattivo - Infortunato |

## Allenatori
- ????-2013:  Zoran Popović
- 2013-2015:  Norbert Valis
- 2015-2020:   Danijel Erić
- 2020-2023:  Orlando Bär
- 2023-2024:  Rajko Krivokapić
- 2024-:  Dragan Andrejević